# Ceropegia filipendula
Ceropegia filipendula är en oleanderväxtart som beskrevs av Karl Moritz Schumann. Ceropegia filipendula ingår i släktet Ceropegia och familjen oleanderväxter. Inga underarter finns listade i Catalogue of Life.